# ハーバーライト号

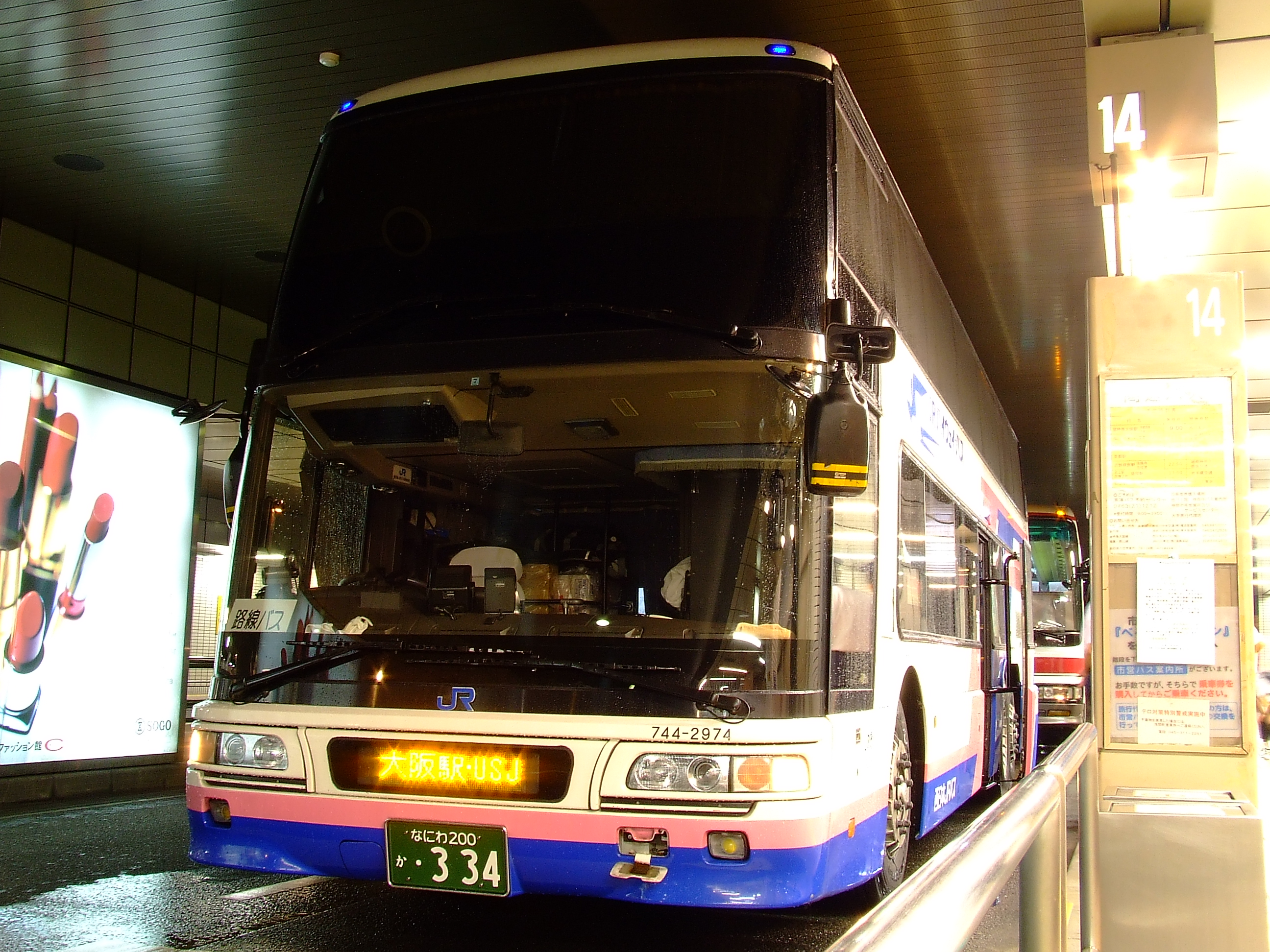
ハーバーライト大阪号
西日本ジェイアールバス
三菱ふそう・エアロキング
2007年撮影

ハーバーライト号（ハーバーライトごう）は、神奈川県横浜市、厚木市及び東京都町田市と、京都府京都市及び大阪府大阪市を結ぶ夜行高速バスのかつての路線愛称である。
本項では、ハーバーライト号の後継路線であるグランドリーム横浜号および昼行便の横浜グラン昼特急大阪号（旧・横浜昼特急大阪号）、廉価版の青春ドリーム横浜号（旧・青春ハーバーライト号）についても記述する。

## 概要

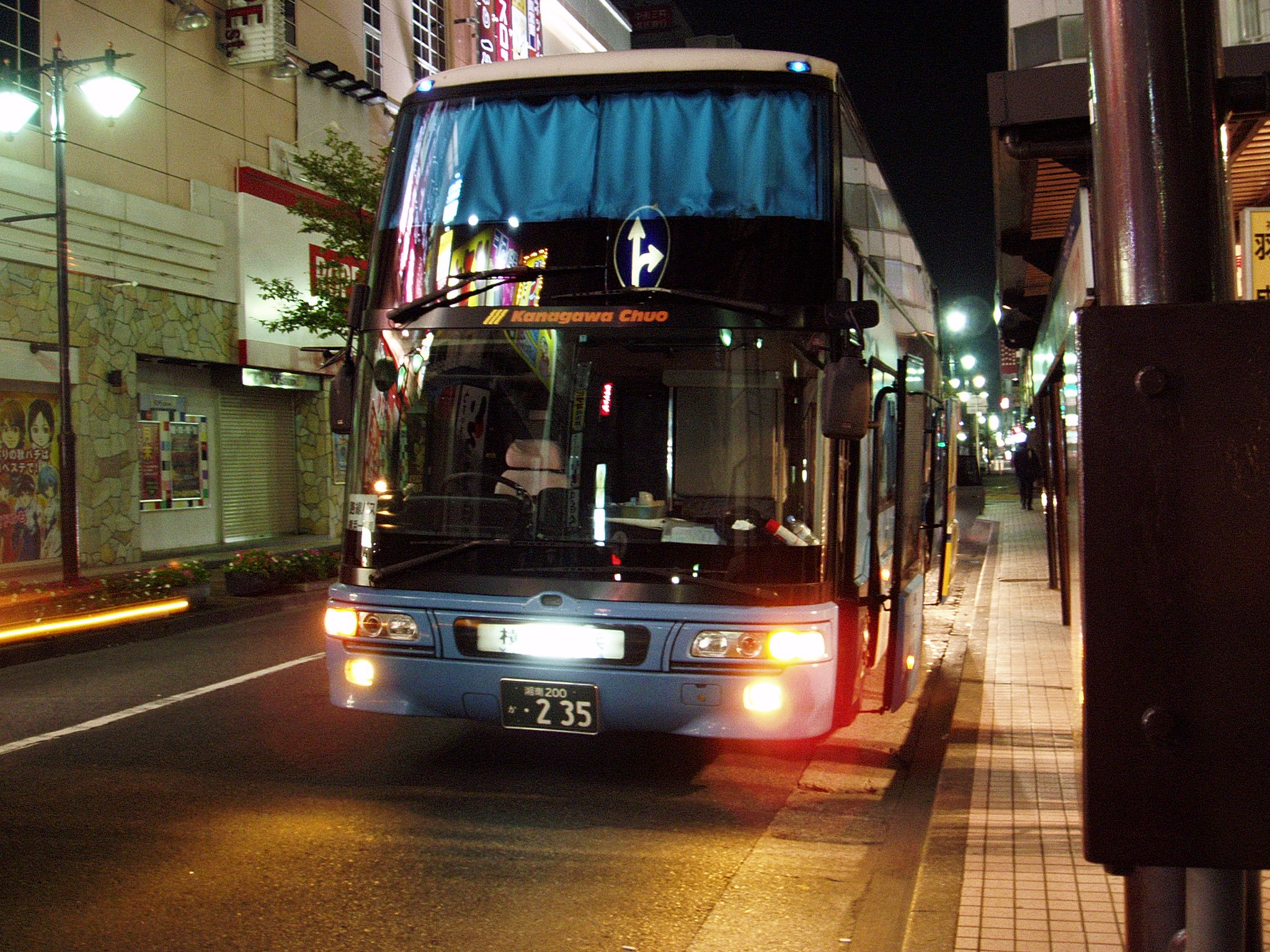
ハーバーライト大阪号
湘南神奈交バス時代の車両（か701号車）
三菱ふそう・エアロキング
2008年撮影

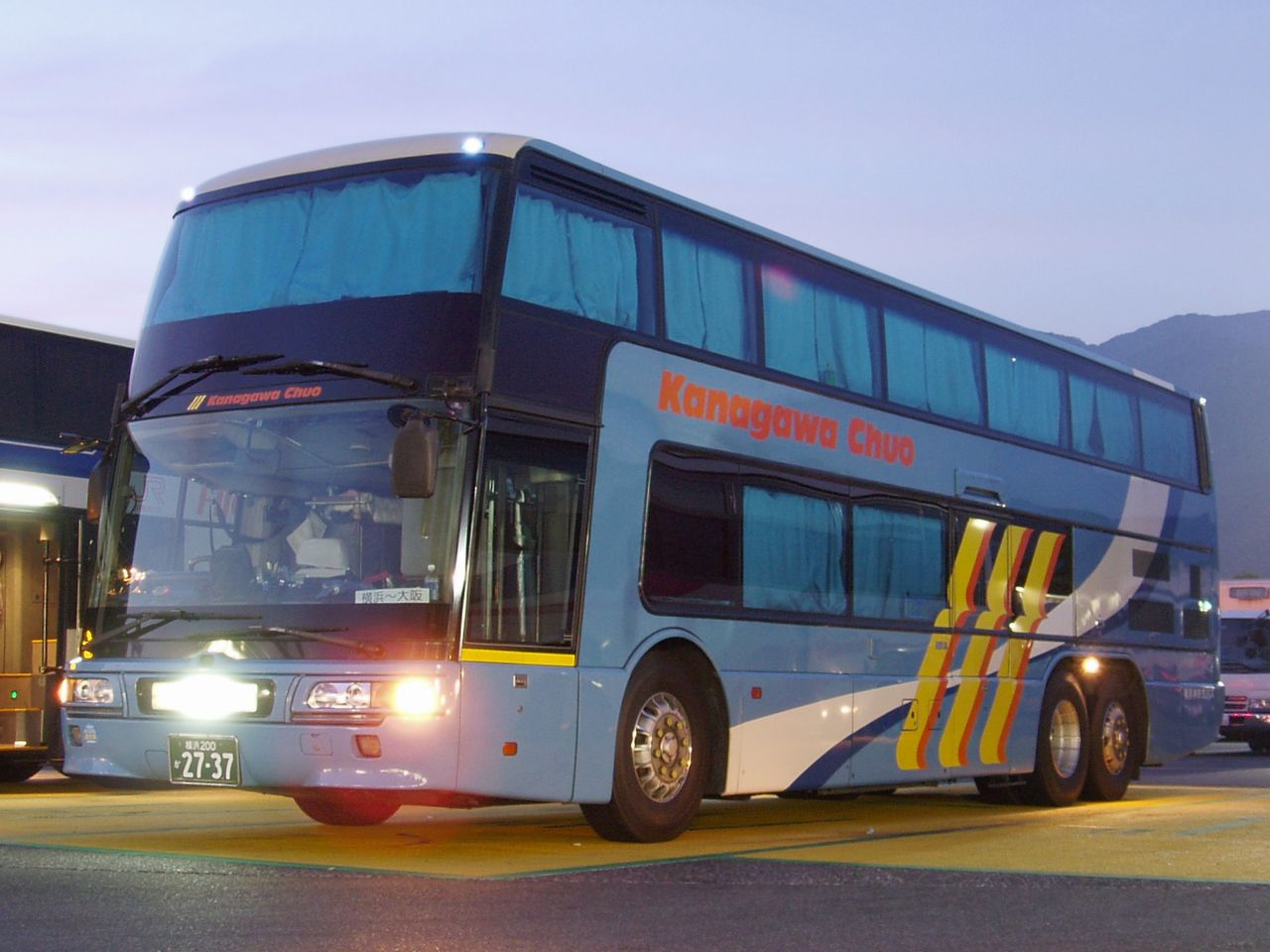
ハーバーライト大阪号
横浜神奈交バス時代の車両（YK702号車）
三菱ふそう・エアロキング
2008年撮影

1989年（平成元年）、西日本JRバスと神奈川中央交通の共同運行路線として開業。西日本JRバスとしては、初めて目的地側の事業者にJRバスが入らない路線となった。また、神奈川中央交通の夜行高速バスとしては、奈良線に続く2番目（大阪線）・3番目（京都線）の路線となった。
なお、神奈川中央交通では高速バス路線に路線愛称を用いていなかったため、単に「大阪線」「京都線」あるいは「横浜・町田 - 大阪線」「横浜・町田 - 京都線」などと呼称しており、旅客向け案内でも「ハーバーライト号」の路線愛称は使用していなかった。
運行開始当初より、町田バスセンター（町田駅）での乗降客が多かった。しかし神奈川中央交通では、高速車の更新費用や運転手の2人乗務体制などに由来するコスト増から、夜行高速路線の維持が困難となった。地域の生活路線である一般路線バスを重視する立場からも、採算性の低い夜行高速バスからの撤退を進め、1990年代末までに広島線と和歌山線を廃止した。運行継続した夜行高速路線ではコストダウンを図るため、分離子会社の神奈交バスへ運行委託することとし、2000年11月15日に湘南神奈交バスへ夜行高速バスを移管した。
一方、西日本JRバスは昼特急の路線開設ブームに乗る形で、2004年から昼行便「横浜昼特急大阪号」の運行を開始した。昼特急は西日本JRバスの単独運行で、夜行車両の間合い運行によりダブルデッカーを使用する形態は、東京発着の昼特急と同様である。
神奈川中央交通は、2008年（平成20年）6月16日に夜行高速バスを湘南神奈交バスから横浜神奈交バスへ再移管したものの、翌2009年5月31日の運行をもって大阪線・京都線から撤退した。翌6月1日から西日本JRバスの単独運行となり、「ハーバーライト大阪号」と「ハーバーライト京都号」を統合して「ハーバーライト号」とした。
2016年12月22日からは、廉価版の「青春ハーバーライト号」が毎日運行、通常版の「ハーバーライト号」が繁忙日運行となり、併せて高速バスネット限定の割引料金「ハマの得割」が設定された。
2017年3月31日より「ハーバーライト号」「横浜昼特急大阪号」に使用する車両を「グランドリーム号」などで使用される平屋3列クレイドルシート車両に変更し、それぞれ愛称名を「グランドリーム横浜号」「横浜グラン昼特急大阪号」に改称。また同様に「青春ハーバーライト号」の愛称名を「青春ドリーム横浜号」に改称した。同年9月には、廃止された2階建て車両による「ハーバーライト号」が、グランドリーム横浜号の続行便として、運行日限定で復活運行した。
西日本JRバスでは、かつては便名コードを設定しており、「ハーバーライト号」は760xx（閑散日は770xx）、「横浜昼特急大阪号」は100xxであった。

## 歴史
- 1989年（平成元年）
  - 3月23日 - 神奈川中央交通と西日本JRバスの共同運行により、横浜駅・町田バスセンター - 大阪駅間の夜行便（ハーバーライト大阪号）を運行開始[9][10][1]。
  - 7月20日 - 神奈川中央交通と西日本JRバスの共同運行により、横浜駅・町田バスセンター - 京都駅間の夜行便（ハーバーライト京都号）を運行開始[2]。
- 1999年（平成11年）10月1日 - 夜行便「ハーバーライト号」を2系統とも本厚木駅経由に変更。同時に車両をダブルデッカーに変更。
- 2000年（平成12年）11月15日 - 横浜側の運行事業者を神奈川中央交通から湘南神奈交バスへ移管。
- 2004年（平成16年）7月16日 - 横浜駅・町田バスセンター - 大阪駅間の昼行便「横浜昼特急大阪号」の運行を開始[5]。
- 2008年（平成20年）6月16日 - 横浜側の運行事業者を湘南神奈交バスから横浜神奈交バスへ移管。
- 2009年（平成21年）
  - 5月31日 - この日の運行分をもって横浜神奈交バスが運行から撤退。
  - 6月1日 - この日の出発便から西日本JRバスの単独運行となり、「ハーバーライト大阪号」と「ハーバーライト京都号」を統合して「ハーバーライト号」とする。季節運行便（金・土・日・祝日・祝前日及び繁忙期運行）の運行を開始。閑散日運賃・学割を導入し、往復割引・回数券を廃止。季節運行便は湊町バスターミナル (OCAT) に乗り入れ、昼特急は土山バスストップに停車。
- 2013年（平成25年）
  - 6月24日 - 季節運行便が4列シートとなり「青春ハーバーライト」となる。草津駅東口、USJに乗り入れ、横浜昼特急・季節運行便がOCATへの停車取りやめ。
  - 12月21日 - 「ハーバーライト号」「青春ハーバーライト号」が高速長岡京に停車。
- 2016年（平成28年）12月22日 - 「青春ハーバーライト号」が毎日運行に、「ハーバーライト号」が繁忙日運行に変更。あわせて運行区間が「青春ハーバーライト号」は本郷車庫 - ユニバーサル・スタジオ・ジャパン (USJ) 、「ハーバーライト号」は横浜駅 - ユニバーサル・スタジオ・ジャパンに変更[6]。
- 2017年（平成29年）
  - 3月31日 - 「ハーバーライト号」「横浜昼特急大阪号」に使用する車両を「グランドリーム号」などで使用される平屋3列クレイドルシート車両に変更し、それぞれ愛称名を「グランドリーム横浜号」「横浜グラン昼特急大阪号」に改称。また同様に「青春ハーバーライト号」の愛称名を「青春ドリーム横浜号」に改称[7]。
  - 9月 - 2階建て車両による「ハーバーライト号」が15日（大阪発・横浜発）と16日（横浜発のみ）に復活運行[8]。
- 2019年（令和元年）5月17日 - 「横浜グラン昼特急大阪号」が土山バスストップ、名神大山崎、名神高槻、千里ニュータウンへの停車を取りやめ[11]。
- 2020年（令和2年）
  - 4月8日 - 新型コロナウイルスの影響により、この日より当面の間運休[12]。
  - 6月1日 - この日より「横浜グラン昼特急号」「青春ドリーム横浜号」の運行を再開[13]。
- 2021年（令和3年）10月28日 - この日より運行経路を新東名高速経由に変更。「横浜グラン昼特急号」が道の駅もっくる新城に停車。「青春ドリーム横浜号」は草津駅東口への停車を、「グランドリーム横浜号」は高速長岡京への停車をそれぞれ取りやめ。
- 2022年（令和4年）8月1日 - 新型コロナウイルスの影響により、この日より多客期等の期間を除いて再び全便運休。
- 2023年（令和5年）7月12日 - 大阪高速管理所の廃止により、大阪営業所に路線移管[14]。
- 2024年（令和6年）9月1日 - 「横浜グラン昼特急大阪号」「グランドリーム横浜号」を廃止。また上大岡駅・USJなどの停留所廃止[15]。

## 運行事業者
- 西日本ジェイアールバス（大阪営業所）

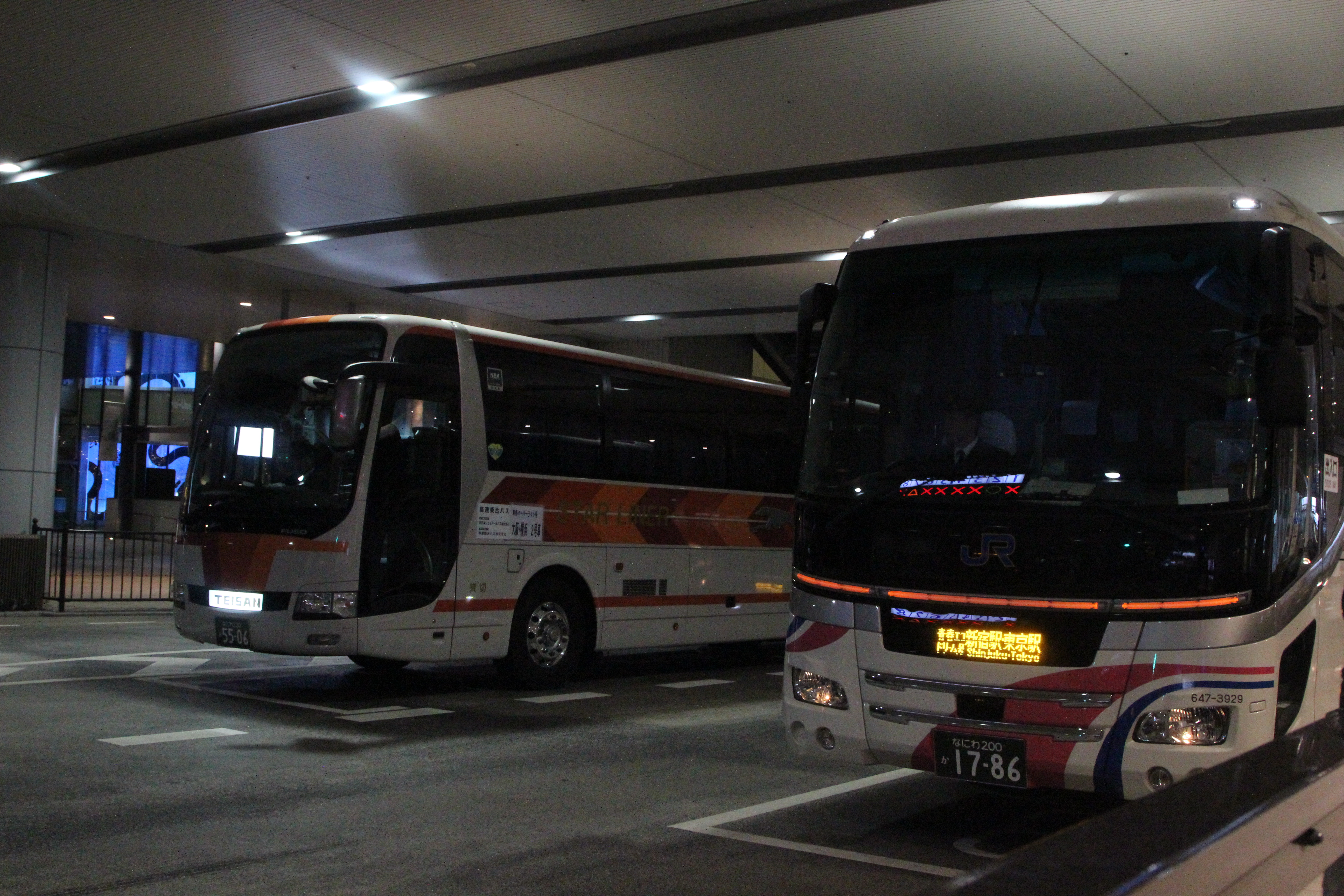
左は帝産観光バス委託の2号車（トイレなし）

  - 各路線とも道の駅もっくる新城もしくはジェイアールバス関東新城支店隣接地で乗務員交代を行う。2021年10月27日までは三ヶ日で乗務員交代を行っていた。
  - 青春ドリーム横浜号の続行便は、帝産観光バス及びヤサカ観光バス（ヤサカグループ）が受託運行し、同社の車両で運行する場合がある[16]。2022年の運休以降、特定日運行時は西日本ジェイアールバスの自社車両では無く、前述の受託運行2社が日替わりで運行している。

### 過去の運行事業者
- 神奈川中央交通（横浜営業所）

→ 湘南神奈交バス（車両略号「か」）へ移管
→ 横浜神奈交バス（車両略号「YK」）へ再移管

## 運行系統・経路

### 青春ドリーム横浜号
91号・92号（特定日運行）
横浜駅東口 - （国道1号 - 横浜横須賀道路 - 保土ヶ谷バイパス - 国道16号（道路状況によって町田街道）） - 町田バスセンター - （東名高速道路） - 本厚木駅 - （国道129号 - 東名高速道路 - 新東名高速道路 - 伊勢湾岸自動車道 - 新名神高速道路 - 名神高速道路） - 京都駅中央口（烏丸） - 大阪駅JR高速バスターミナル
途中休憩箇所：足柄SA、遠州森町PA、甲南PA。

### 過去に運行していた路線
- 青春ドリーム横浜号 1号・2号（特定日運行、2024年8月31日廃止）

本郷車庫 - 港南台駅 - 上大岡駅 - 横浜駅東口 - （国道1号 - 横浜横須賀道路 - 保土ヶ谷バイパス - 国道16号（道路状況によって町田街道）） - 町田バスセンター - （東名高速道路） - 本厚木駅 - （国道129号 - 東名高速道路 - 新東名高速道路 - 伊勢湾岸自動車道 - 新名神高速道路 - 名神高速道路） - 京都駅中央口（烏丸） - 大阪駅JR高速バスターミナル - ユニバーサル・スタジオ・ジャパン
- グランドリーム横浜号 81号・82号（主に金・土・日・祝日・祝前日に運行、2024年8月31日廃止）

横浜駅東口 - 町田バスセンター - 京都駅中央口（烏丸）  - 大阪駅JR高速バスターミナル - ユニバーサル・スタジオ・ジャパン
- 横浜グラン昼特急大阪号 1号・2号（2024年8月31日廃止）

横浜駅東口 - 町田バスセンター - 道の駅もっくる新城 - 京都深草 - 大阪駅JR高速バスターミナル

## 車両

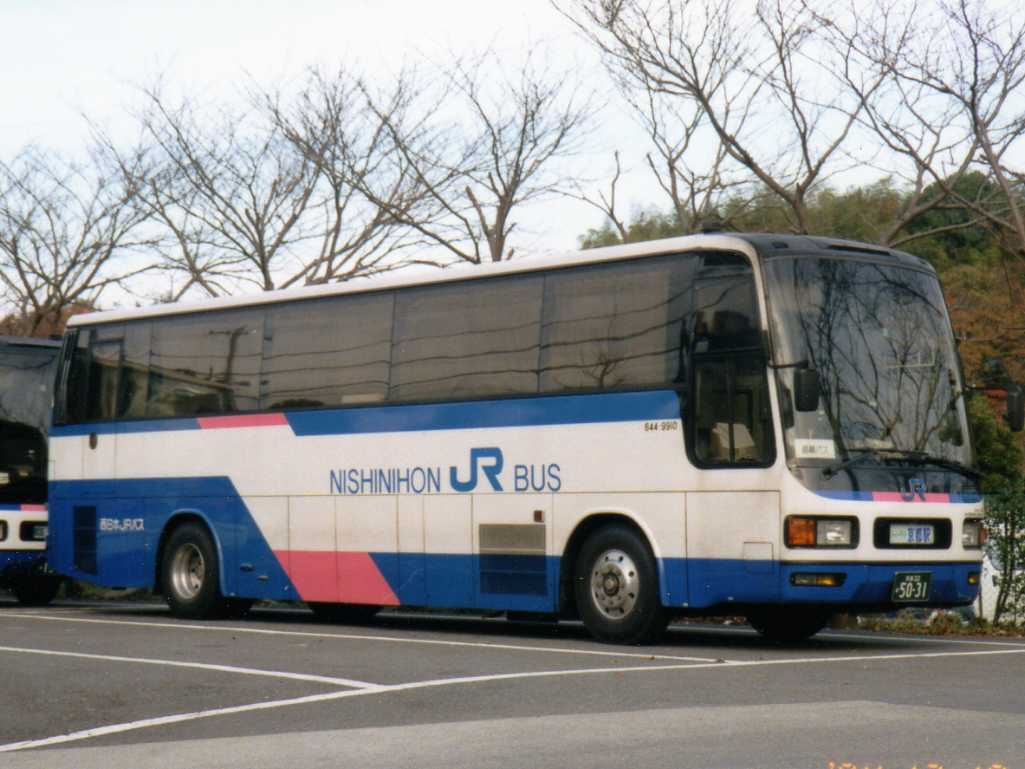
運行開始当初の車両
西日本ジェイアールバス
三菱ふそう・エアロクィーンM
1994年撮影

「グランドリーム横浜号」「横浜グラン昼特急大阪号」では、2017年3月31日から2022年の運行休止まで、平屋3列クレイドルシート車両「グランドリーム号」を使用していた。
廉価版の「青春ドリーム横浜号」では、4列シート車を使用する。
貸切バス事業者の受託便は、ヤサカ観光バスがトイレ付4列シート、帝産観光バスが同社の通常仕様の4列シート貸切車を使用。両社ともに車体に行先と西日本ジェイアールバスからの受託運行である旨を表示する。

### 過去の車両
開業当初のハーバーライト号は、西日本ジェイアールバス、神奈川中央交通ともに、独立3列シート29人乗りの三菱ふそう・エアロクィーンMを使用していた。
その後、夜行高速バスのコスト増大に伴い、1台運行では供給不足だが2台運行にすると採算割れになる状況から、1999年の車両更新時に乗車定員の多いダブルデッカーに変更し、独立3列シート39人乗りの三菱ふそう・エアロキングが導入された。
なお、横浜神奈交バスが所有していたエアロキングは、後に大阪府のオオキタを経てジャムジャムエクスプレスに移籍し、同社の高速路線バス「ジャムジャムライナー」で使用されていた。